# Elitloppet 1989
Elitloppet 1989 var den 38:e upplagan av Elitloppet, som gick av stapeln söndagen den 28 maj 1989 på Solvalla i Stockholm. Finalen vanns av den svensktränade hästen Napoletano, körd av Stig H. Johansson och tränad av Stig Engberg. Detta var Stig H. Johanssons tredje seger i Elitloppet, och hans enda seger då han inte tränade den segrande hästen själv. 
I 1989 års Elitopp var fjolårets segrare Mack Lobell tillbaka för att försvara segern, men galopperade snöpligt i sitt kvalheat och missade finalplatsen. Den franska hästen Ourasi avstod åter igen att starta i Elitloppet.

## Upplägg och genomförande
Elitloppet är ett inbjudningslopp och varje år bjuds 16 hästar som utmärkt sig in till Elitloppet. Hästarna lottas in i två kvalheat, och de fyra bästa i varje försök går vidare till finalen som sker 2–3 timmar senare samma dag. Desto bättre placering i kvalheatet, desto tidigare får hästens tränare välja startspår inför finalen. Samtliga tre lopp travas sedan 1965 över sprinterdistansen 1 609 meter (engelska milen) med autostart (bilstart). I Elitloppet 1989 var förstapris i finalen 850 000 kronor, och 150 000 kronor i respektive kvalheat.

## Kvalheat 1
| P   | S | Häst          | Kusk               | Tränare            | Land     | Odds  | Tid      |
| --- | - | ------------- | ------------------ | ------------------ | -------- | ----- | -------- |
| 1   | 4 | Meadow Roland | Preben Kjaersgaard | Preben Kjaersgaard | Danmark  | 8,80  | 1.12,1   |
| 2   | 6 | Nealy Lobell  | Johnny Takter      | Johnny Takter      | Sverige  | 37,40 | 1.12,4   |
| 3   | 3 | J.R. Broline  | Olle Goop          | Olle Goop          | Sverige  | 6,50  | 1.12,5   |
| 4   | 7 | Lord Quick    | Mats Rånlund       | Mats Rånlund       | Sverige  | 22,40 | 1.12,7   |
| 0   | 8 | Junior Lobell | Sören Norberg      | Sören Norberg      | Sverige  | 28,90 | 1.12,8   |
| 0   | 5 | Mack Lobell   | John Campbell      | Chuck Sylvester    | USA      | 1,10  | 1.13,5ag |
| 0   | 2 | Segrina       | Rolf Dautzenberg   | Rolf Dautzenberg   | Tyskland | 97,90 | 1.13,6   |
| str | 1 | Evann C.      | Howard Beissinger  | Howard Beissinger  | USA      | -     | -        |

## Kvalheat 2
| P   | S | Häst           | Kusk              | Tränare         | Land    | Odds  | Tid    |
| --- | - | -------------- | ----------------- | --------------- | ------- | ----- | ------ |
| 1   | 2 | Napoletano     | Stig H. Johansson | Stig Engberg    | Sverige | 1,50  | 1.12,0 |
| 2   | 1 | Grades Singing | Olle Goop         | Olle Goop       | Sverige | 15,80 | 1.12,3 |
| 3   | 4 | Go Get Lost    | Tom Sells         | Tom Sells       | USA     | 4,00  | 1.12,3 |
| 4   | 5 | Rex Rodney     | Kjell Håkonsen    | Kjell Håkonsen  | Norge   | 7,20  | 1.12,4 |
| 0   | 3 | Express Ride   | Ari Hartikainen   | Ari Hartikainen | Finland | 8,90  | 1.12,4 |
| 0   | 6 | Indus          | Hans Svensson     | Hans Svensson   | Sverige | 96,80 | 1.12,9 |
| d   | 7 | Beseiged       | Staffan Nilsson   | Staffan Nilsson | Sverige | 66,00 | d7g    |
| str | 8 | Baron Darby    | Joseph Verbeeck   | Joseph Verbeeck | Belgien | -     | -      |

## Finalheat
| P | S | Häst           | Kusk               | Tränare            | Land    | Odds  | Tid    |
| - | - | -------------- | ------------------ | ------------------ | ------- | ----- | ------ |
| 1 | 1 | Napoletano     | Stig H. Johansson  | Stig Engberg       | Sverige | 1,57  | 1.12,8 |
| 2 | 6 | J.R. Broline   | Olle Goop          | Olle Goop          | Sverige | 12,20 | 1.13,0 |
| 3 | 4 | Grades Singing | Ulf Thoresen       | Olle Goop          | Sverige | 23,60 | 1.13,1 |
| 4 | 5 | Go Get Lost    | Tom Sells          | Tom Sells          | USA     | 7,40  | 1.13,3 |
| 5 | 7 | Lord Quick     | Mats Rånlund       | Mats Rånlund       | Sverige | 61,90 | 1.13,3 |
| 6 | 3 | Nealy Lobell   | Johnny Takter      | Johnny Takter      | Sverige | 21,50 | 1.13,5 |
| 0 | 8 | Rex Rodney     | Kjell Håkonsen     | Kjell Håkonsen     | Norge   | 33,30 | 1.13,6 |
| d | 2 | Meadow Roland  | Preben Kjaersgaard | Preben Kjaersgaard | Danmark | 3,80  | dug    |